# Charlotta Högman
Charlotta (Lotta) Högman, döpt 3 januari 1720 i Maria Magdalena församling, Stockholm, död 2 juli 1779 i Hovförsamlingen, Stockholm, var en svensk sångare.

## Biografi
Charlotta Högman var dotter till kungliga musikern Jonas Högman och Elisabeth Arling. Hon var syster till murmästaren Alexander Högman.  Charlotta Högman gifte sig 25 november 1756 i Maria Magdalena församling, Stockholm med hovbrodören Tobias Leij (1711-1779) som broderade främst fanor, de bodde tillsammans i kvarteret apotekaren på Norrmalm.
Redan som 10-åring uppträdde Charlotta Högman som sångerska. Hon medverkade 1751 som vokalist på Fredrik I:s begravning.
Högman avled 2 juli 1779 i Stockholm av candidiasis och rötfeber och begravdes 4 juli samma år i Maria Magdalena kyrka, Stockholm av Tenggren.